# Parasada molybdocolpa
Parasada molybdocolpa är en fjärilsart som beskrevs av Turner 1945. Parasada molybdocolpa ingår i släktet Parasada och familjen nattflyn. Inga underarter finns listade i Catalogue of Life.